# Jörg Heinrich
Pour les articles homonymes, voir Heinrich.
Jörg Heinrich est un footballeur allemand né le 6 décembre 1969 à Rathenow (Allemagne). Il évoluait au poste de milieu de terrain.

## Carrière
- 1990-1994 : Kickers Emden  Allemagne
- 1994-1996 : SC Fribourg  Allemagne
- 1995-1998 : Borussia Dortmund  Allemagne
- 1998-2000 : AC Fiorentina  Italie
- 2000-2003 : Borussia Dortmund  Allemagne
- 2003-2004 : FC Cologne  Allemagne
- 2004-2005 : Ludwigsfelder FC  Allemagne[1]

## Palmarès
- 37 sélections et 2 buts en équipe d'Allemagne entre 1995 et 2002
- Vainqueur de la Ligue des champions en 1997 avec le Borussia Dortmund
- Vainqueur de la Coupe intercontinentale en 1997 avec le Borussia Dortmund
- Finaliste de la Coupe de l'UEFA en 2002 avec le Borussia Dortmund
- Champion d'Allemagne en 1996 et 2002 avec le Borussia Dortmund
- Vainqueur de la Supercoupe d'Allemagne en 1996 avec le Borussia Dortmund